# 格罗莫讷
格罗莫讷（法語：Gros-Morne，法語發音：[ɡʁo mɔʁn]）是法国海外省马提尼克的一个市镇，属于拉特里尼泰区。

## 地理
格罗莫讷（14°42'29"N, 61°0'27"W）面积54.25 平方千米，位于法国海外省马提尼克。
与格罗莫讷接壤的市镇（或旧市镇、城区）包括：丰圣但尼、勒拉芒坦、莱马里戈、勒罗贝尔、圣约瑟夫、圣玛丽、拉特里尼泰。
格罗莫讷的时区为UTC−04:00（大西洋时区）。

## 行政
格罗莫讷的邮政编码为97213，INSEE市镇编码为97212。

## 政治
格罗莫讷的现任市长为吉尔贝·库蒂里耶（Gilbert Couturier）先生，任期为2020-2026年。

## 人口

1962-2008年间格罗莫讷人口变化图示

格罗莫讷于2022年1月1日时的人口数量为9752人。